# George Anson (General, 1769)

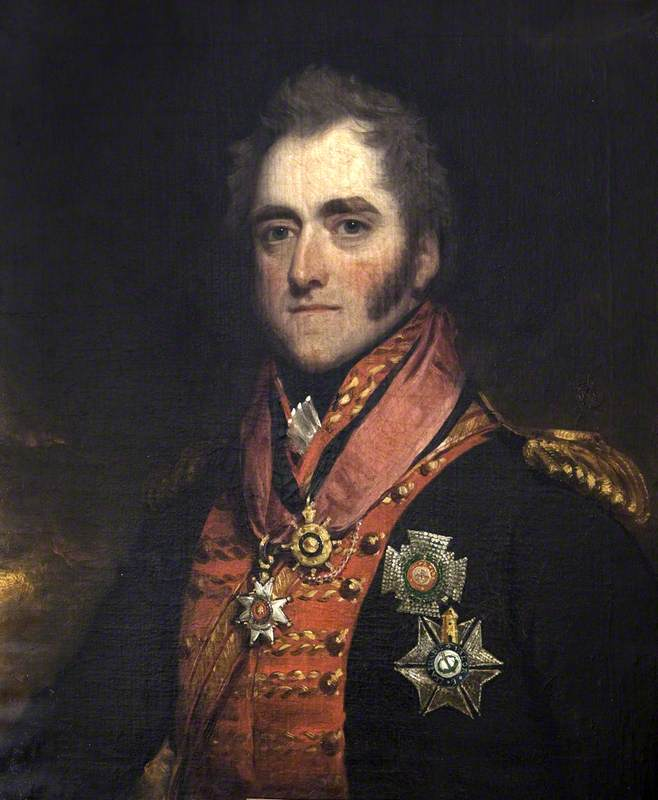
General Sir George Anson (1769–1849) Öl auf Leinwand von Thomas Barber, gemalt 1815. Sammlung National Trust, London.

Sir George Anson GCB (* 1769; † 4. November 1849 in Chelsea) war ein britischer Politiker und General. Er kommandierte eine britische Kavallerie-Brigade unter dem Duke of Wellington während des Iberischen Krieges und war viele Jahre Mitglied des britischen Unterhauses.

## Jugend
Anson war der zweite Sohn von George Adams aus dessen Ehe mit Hon. Hon. Mary Venables-Vernon (1736–1821), Tochter von George Venables-Vernon, 1. Baron Vernon. Sein Vater änderte 1773 den Familiennamen zu „Anson“. Admiral George Anson, 1. Baron Anson, war sein Onkel und Thomas Anson, 1. Viscount Anson, sein älterer Bruder. Er war außerdem der Onkel von Thomas Anson, 1. Earl of Lichfield, George Anson (der später Oberkommandierender in Indien war) und von George Edward Anson, Keeper of the Privy Purse, der einige Tage vor ihm verstarb.

## Militärische Karriere
Anson trat 1786 als Cornet des 16th (The Queen’s) Regiment of (Light) Dragoons in die britische Armee ein. Er wurde 1791 zum Lieutenant befördert und wechselte 1792 als Captain zum 20th (Jamaica) Regiment of (Light) Dragoons. 1794 wurde er zum Major und 1797 zum Lieutenant-Colonel befördert und wurde 1798 Kommandeur des 15th (The King’s) Regiment of (Light) Dragoons. 1799 nahm er unter dem Duke of York and Albany und Sir Ralph Abercromby am Feldzug in Holland teil. 1805 erhielt er den Brevet-Rang eines Colonel. Er diente in allen wichtigen Feldzügen zwischen 1809 und 1813. In der Zweiten Schlacht von Porto zeichnete er sich als Kommandeur seines Regiments besonders aus. 1809 wurde er zum Brigadier-General und 1810 zum Major-General befördert. Als Kommandeur der leichten Brigade der Kavallerie in der Schlacht von Talavera, der Schlacht von Busaco, der Schlacht von Salamanca und der Schlacht von Vitoria zeichnete er sich weiter aus. Er kämpfte auch in dem Gefecht von Venta del Pozo während des Rückzuges von der Belagerung Burgos’. Für seine Verdienste in den Schlachten von Talavera, Salamanca und Vitoria erhielt er eine Medaille und zwei Spangen. Von 1814 bis 1819 amtierte er als Colonel des 23rd Regiment of (Light) Dragoons. Im Januar 1815 wurde er als Knight Commander des Order of the Bath geadelt. Das britische Unterhaus dankte ihm im November 1816 ausdrücklich für seine Verdienste. 1819 wurde er zum Lieutenant-General befördert und ab Februar 1827 amtierte er als Colonel des 4th Regiment of Dragoon Guards. Im Juli 1833 wurde er zum Knight Grand Cross des Order of the Bath erhoben und 1837 erreichte er schließlich den Rang eines Generals.

## Zivile Karriere
1800 hatte er das Hofamt des Groom of the Bedchamber für den Duke of Kent and Strathearn inne und war von 1810 bis 1820 dessen Stallmeister (Equerry). 1805 wurde er Aide-de-camp für König Georg III.
Neben seiner militärischen Karriere saß er von 1806 bis 1841 als Abgeordneter für Lichfield im Unterhaus des britischen Parlaments.
Von 1836 bis zum September 1841 war er Groom of the Bedchamber für Prinz Albert. 1846 wurde er zum Lieutenant-Governor des Royal Hospital Chelsea ernannt, zu dessen Direktor (Governor) er im Mai 1849 berufen wurde.

## Ehe und Nachkommen
Anson heiratete im Jahr 1800. Seine Frau, Frances, war die Tochter von John William Hamilton und die Schwester von Sir Frederick Hamilton. Sie hatten sechs Söhne und fünf Töchter. Ihr Sohn Talavera Vernon Anson wurde Admiral in der Royal Navy. Lady Anson starb 1834. Anson überlebte sie um 15 Jahre und starb im Royal Hospital, Chelsea in November 1849.